# کتیبه پهلوی چشمه عبدالله
کتیبه پهلوی چشمه عبدالله مربوط به دوره ساسانیان است و در مرودشت، ۱۲ کیلومتری جنوبشرقی تخت جمشید واقع شده و این اثر در تاریخ ۷ مهر ۱۳۵۴ با شمارهٔ ثبت ۱۲۲۸ به‌عنوان یکی از آثار ملی ایران به ثبت رسیده است.